# Ludwig Guttenbrunn
Ludwig Guttenbrunn (1750 – Francoforte sul Meno, 15 gennaio 1819) è stato un pittore e incisore austriaco.

## Biografia
Nato nel 1750 a Vienna o forse a Krems an der Donau, fu allievo di Martin Johann Schmidt e lavorò per gli Esterházy a cominciare dal 1770. Il principe Nicola I Esterházy fu suo mecenate e tra il 1771 e il 1772 dette incarico a Guttenbrunn di arredare il palazzo Esterházy. Nel 1772 viaggiò a Roma, dove entrò in contatto con Johann Wolfgang von Goethe e divenne amico di Johann Friedrich Reiffenstein. Dal 1779 fu pittore di corte a Firenze presso il granduca Pietro Leopoldo di Lorena e nel settembre 1783 venne eletto accademico dell'Accademia di belle arti di Firenze. In seguitò lavorò a Torino, a Londra, a San Pietroburgo e a Mosca. Nel 1817 si trasferì a Francoforte sul Meno, dove morì il 15 gennaio 1819.
Nella sua attività si distinse per i suoi ritratti, come quello a Maria Antonietta o a Joseph Haydn, e i dipinti a soggetto storico.